# Sikorsky H-5
Sikorsky H-5, (còn gọi là R-5, S-51, HO2S-1, HO3S-1) (R-5 cho đến năm 1948; định danh công ty VS-327) là một loại trực thăng do Sikorsky Aircraft Corporation chế tạo, được Không quân Hoa Kỳ sử dụng (trước là Không quân Lục quân Hoa Kỳ) và cả Hải quân Hoa Kỳ và Bảo vệ Bờ biển Hoa Kỳ (với định danh HO2S và HO3S). Nó cũng được Bộ bưu chính Hoa Kỳ sử dụng. Tháng 12 năm 1946, một thỏa thuận được ký kết giữa công ty Westland Aircraft của Anh và Sikorsky để sản xuất một phiên bản Anh của H-5 hoặc S-51, được chế tạo bởi ở Anh theo giấy phép với tên gọi Westland-Sikorsky WS-51 Dragonfly. Trên 300 chiếc thuộc tất cả các loại S-51/H-5 đã được chế tạo.

## Biến thể

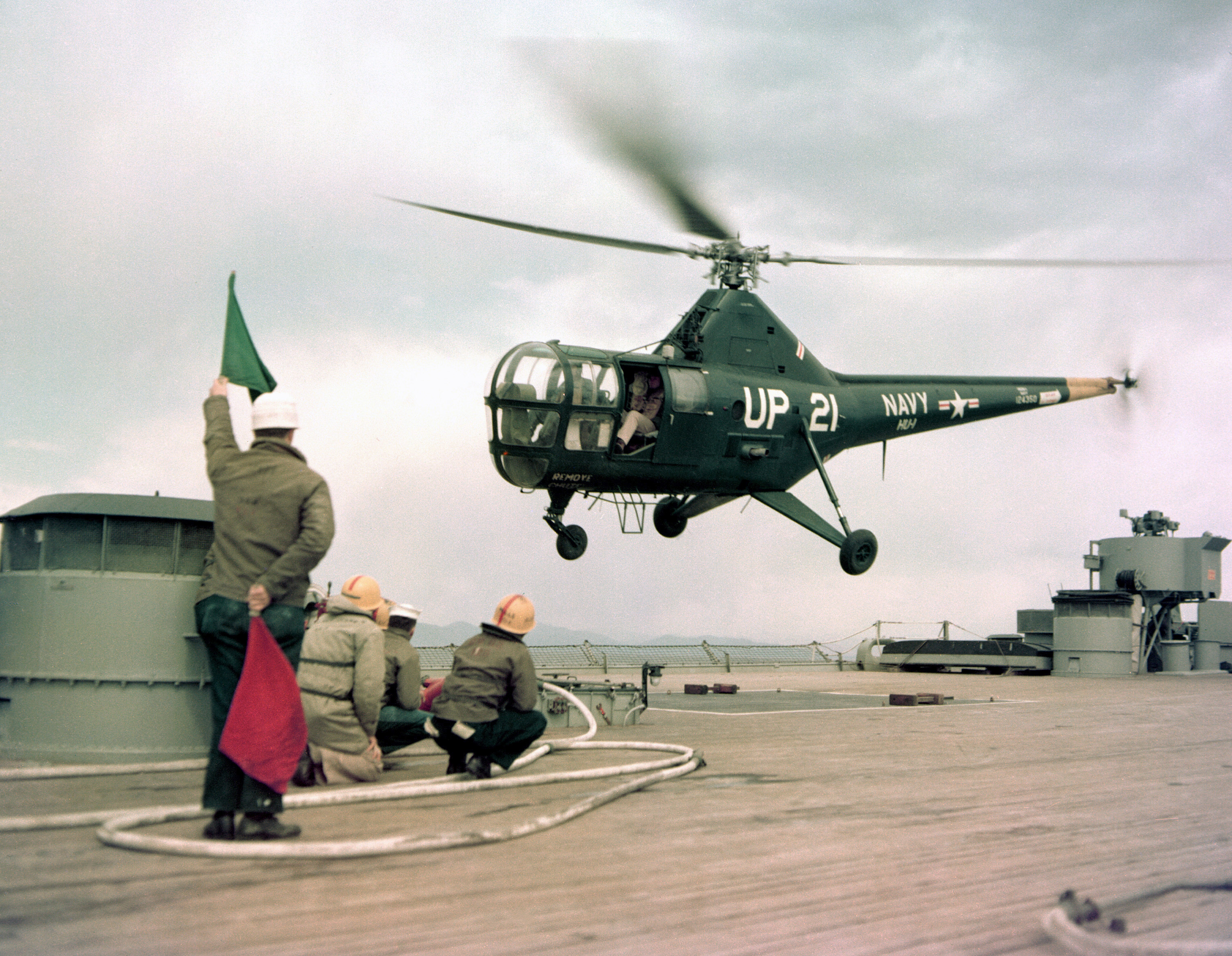
HO3S-1 của Hải quân Hoa Kỳ năm 1953

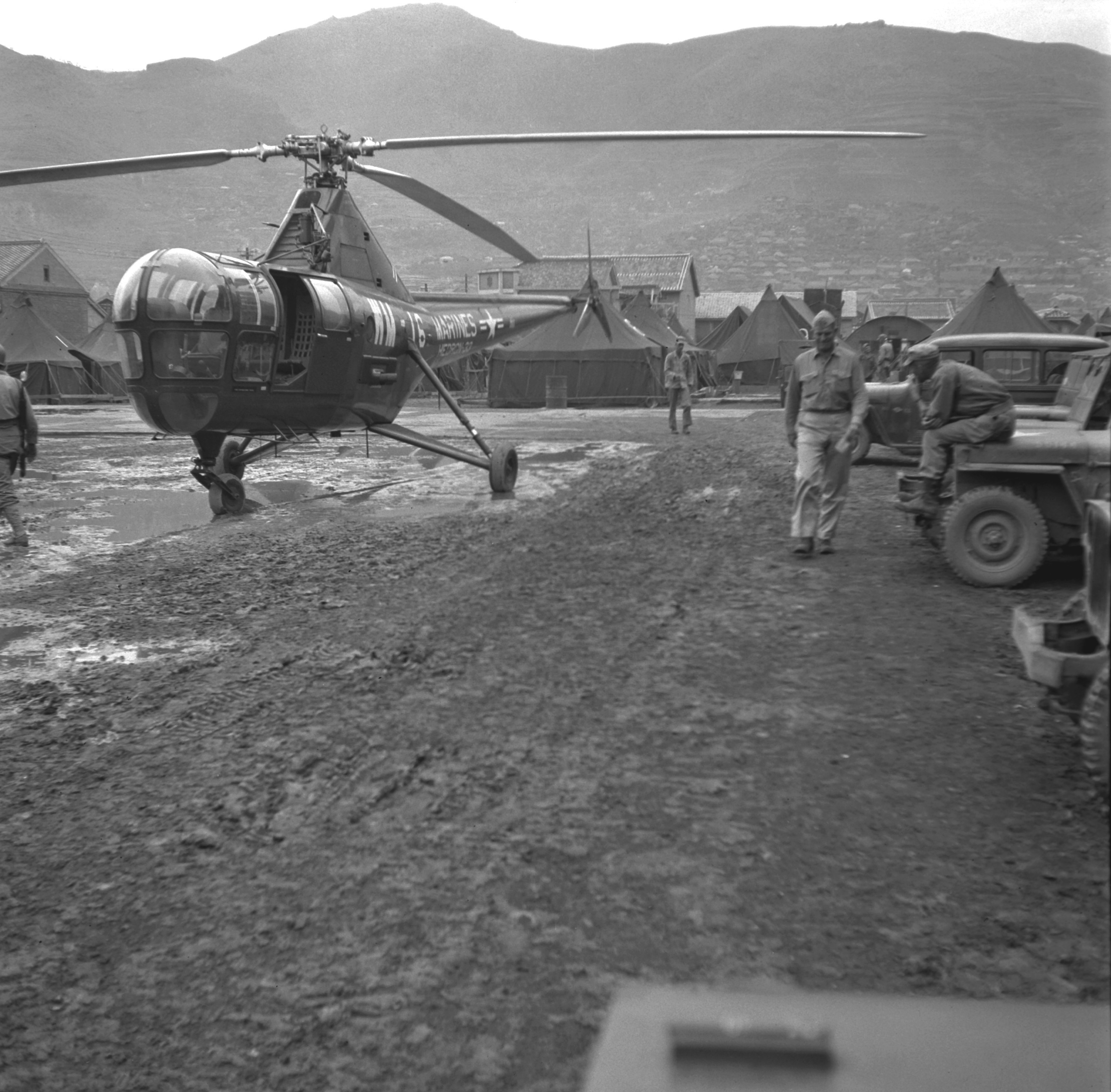
HO3S-1 thuộc VMO-6 tại Inchon, Hàn QUốc, 1950

XR-5
YR-5A
R-5A
R-5B
YR-5C
R-5D
YR-5E
R-5F
H-5A
H-5D
YH-5E
H-5F
H-5G
H-5H
HO2S-1
HO3S-1
HO3S-1G
HO3S-2
HO3S-3
S-51

## Quốc gia sử dụng
Argentina

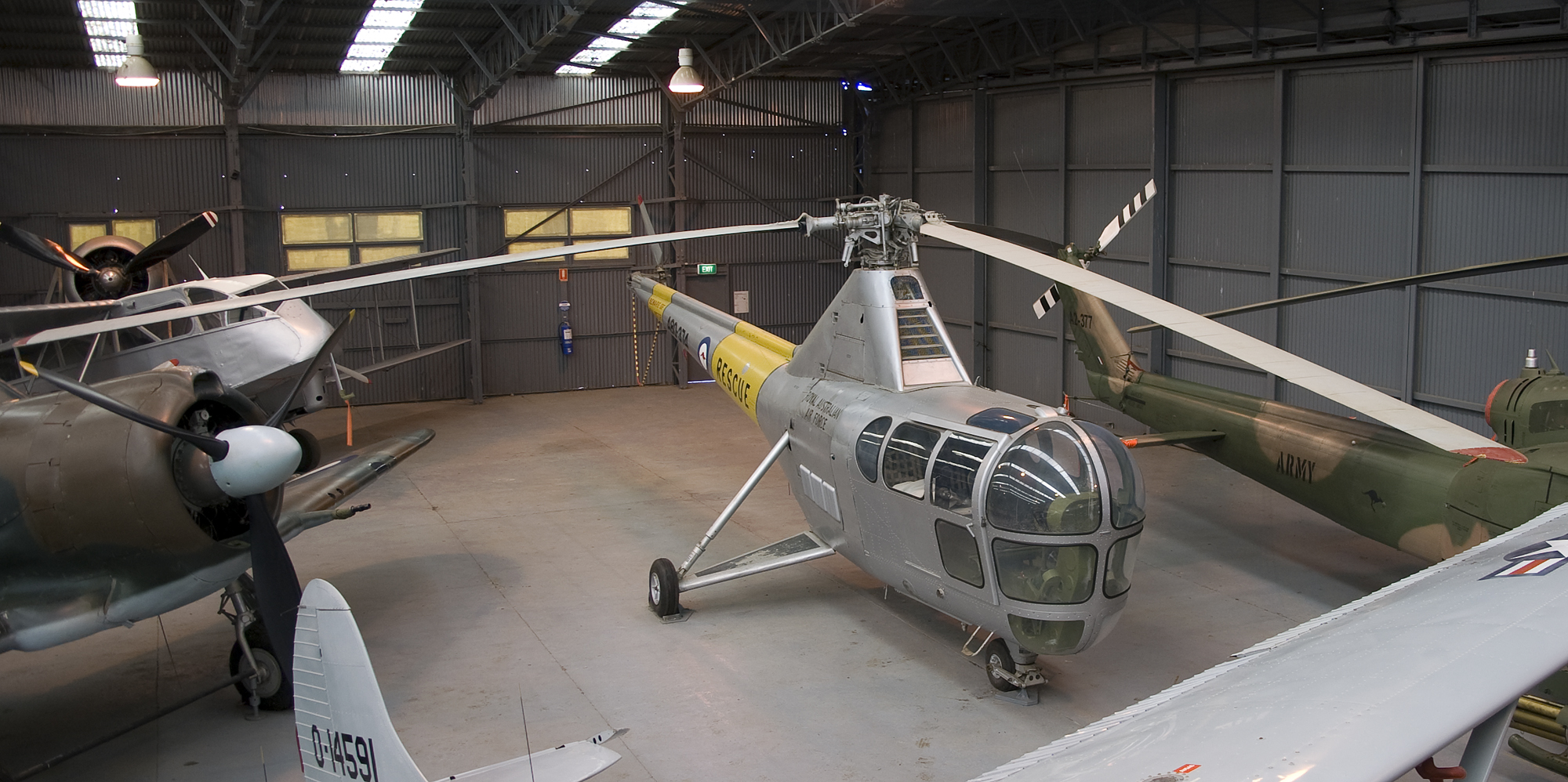
A80-374 Sikorsky S-51 thuộc không quân hoàng gia Australia tại bảo tàng RAAF

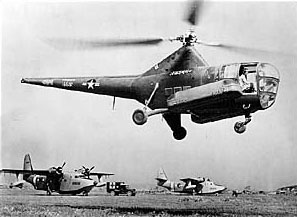
Sikorsky H-5 và Grumman SA-16 thuộc Phi đoàn cứu nạn số 3

- Không quân Argentina – (Secretaria de Aeronautica) [3]
- Cảnh sát biển Argentine [4]
- Cảnh sát liên bang Argentine - [3]

 Australia
- Không quân Hoàng gia Australia – 3 chiếc từ 1947 tới 1964.[5]

 Brazil
 Pháp
- Hải quân Pháp

 Canada
- Không quân Hoàng gia Canada

 Iraq
- Không quân hoàng gia Iraq

 Hà Lan
- Hải quân hoàng gia Hà Lan – Không quân hải quân Hà Lan

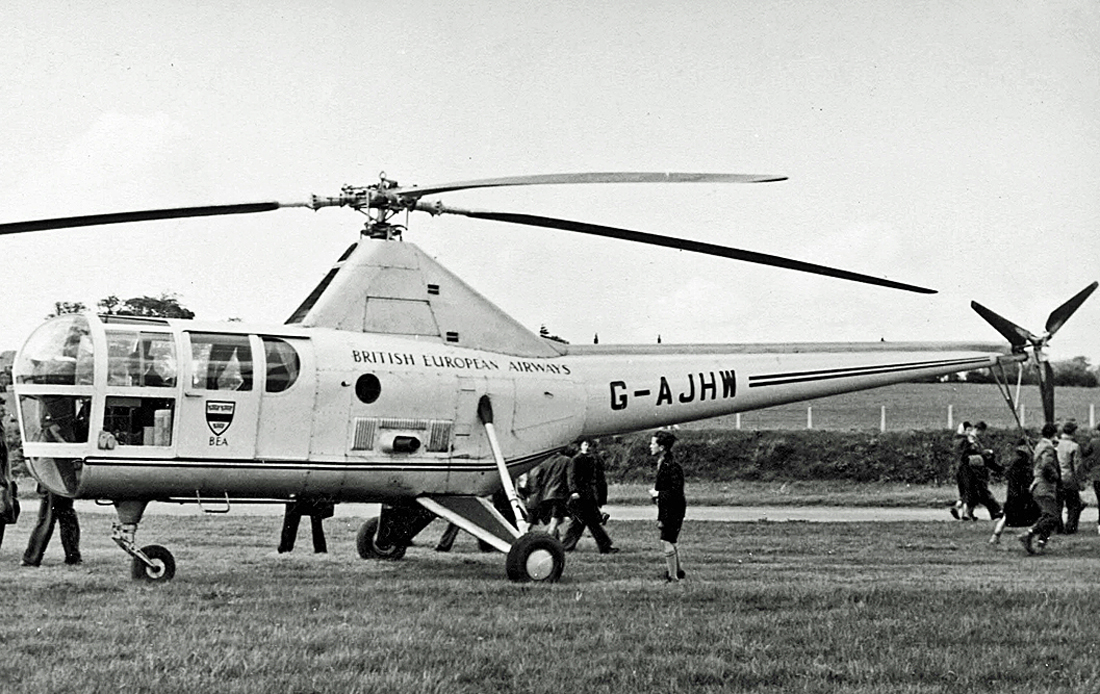
Sikorsky S-51 của British European Airways năm 1953

 Philippines
 South Africa
- Không quân Nam Phi

 Thailand
 United Kingdom
- Hải quân Hoàng gia
- British European Airways

 Hoa Kỳ
- Los Angeles Airways
- Lục quân Hoa Kỳ
- Không quân Hoa Kỳ
- Bảo vệ Bờ biển Hoa Kỳ
- Hải quân Hoa Kỳ
- Bộ bưu chính Hoa Kỳ

 Venezuela
- Không quân Venezuela

 Yugoslavia
- Không quân Nam Phi

## Tính năng kỹ chiến thuật
Dữ liệu lấy từ US Military Aircraft since 1909
Đặc điểm tổng quát
- Kíp lái: 2
- Sức chứa: 2 cáng cứu thương
- Chiều dài: 57 ft 1 in (17,40 m)
- Đường kính rô-to: 48 ft 0 in (14,63 m)
- Chiều cao: 13 ft 0 in (3,96 m)
- Diện tích đĩa quay: 1.810 sq ft (168,2 m²)
- Trọng lượng rỗng: 3.780 lb (1.718 kg)
- Trọng lượng có tải: 4.825 lb (2.193 kg)
- Động cơ: 1 × Pratt & Whitney R-985, 450 hp (335 kW)

 Hiệu suất bay 
- Vận tốc cực đại: 92 knot (106 mph, 171 km/h)
- Tầm bay: 313 nmi (360 mi, 580 km)
- Trần bay: 14.400 ft (4.390 m)
- Lên độ cao 10.000 ft (3.050 m): 15 phút